# Wiśniowa Góra
Wiśniowa Góra, nazývaná také Wilkszyńska Góra, Krzęcin a německy Kirschberg je kopec s nadmořskou výškou 141 m. Leží v geomorfologickém celku Równina Wrocławska patřící do Slezské nížiny (Nizina Śląska). Nachází se také v severní části Lasu Mokrzańskiego (Muckerauer Wald, Mokřaňský les) za hranicemi města Wrocław (Vratislav) v Polsku. Leží na území vesnice Wilkszyn ve gmině Miękinia v okrese Środa Śląska (okres Slezská Středa) v Dolnoslezském vojvodství a v Dolním Slezsku.

## Historie a popis
Na nezalesněném svahu tohoto kopce (zalesněné písečné duny) byly v minulosti třešňové/višňové sady, které daly jméno tomuto místu. V 19. století zde bylo postaveno několik zajímavých budov, včetně penzionu Waldschlösschen a hostince Kirschberg. Wiśniowa Góra byla pro svůj nádherný výhled, lesní plochy a infrastrukturu v té době cílem výletů obyvatel Vratislavi, kteří dojížděli tramvají a vlakem na nádraží v Leśnici a odtud pak do Wiśniowé Góry povozem nebo pěšky. Výškový rozdíl mezi kopcem a vesnicí je 20 m, ale to stačilo na místní zimní dětskou sáňkařskou dráhu. Na Wiśniowé hoře se nacházela také vila Birkenhein, kde během války sídlila pobočka Výzkumného úřadu ministerstva letectví (RLM- Reichsluftfahrt-Ministerium). Po 2. světové válce, po vystěhování německého obyvatelstva, začal úpadek a demolování místa a v okolí vrcholu jsou k vidění již jen zbytky základů budov. Ve svahu ve směru od Wilkszyna jsou novostavby domů.

## Galerie

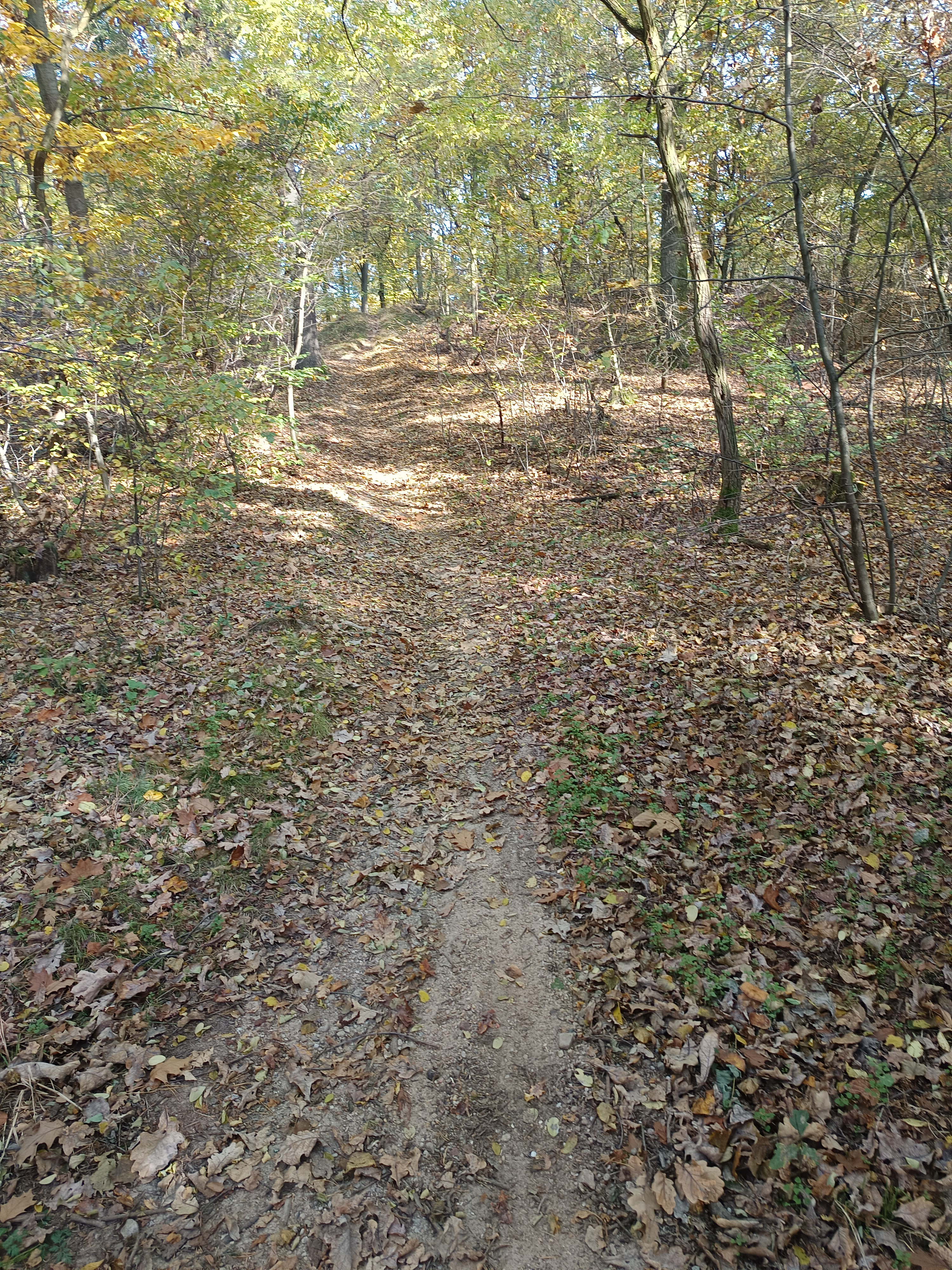
Pohled na vrchol od jihu
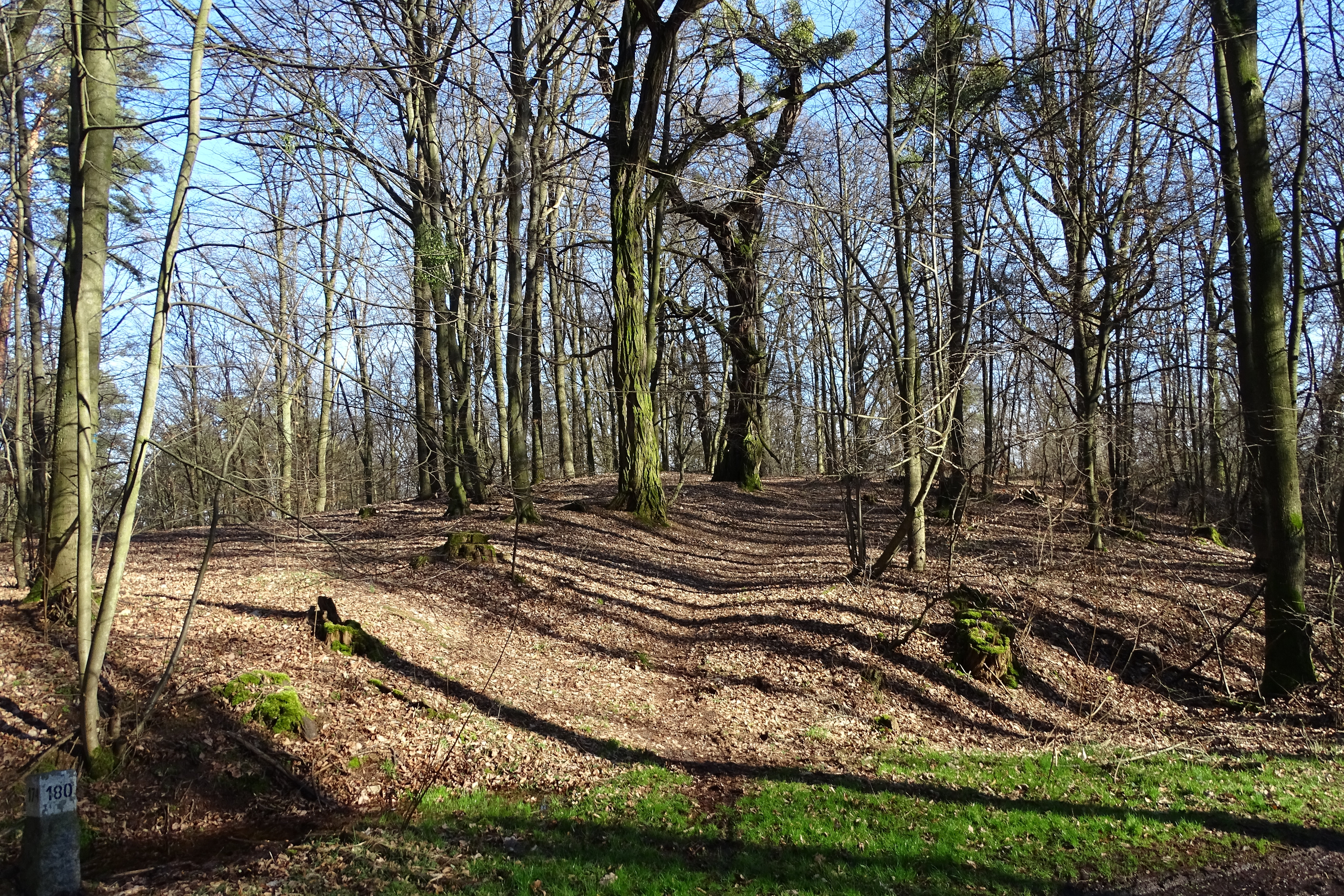
Pohled na vrchol od jihu